# Sankt Jörgens hospital, Lund

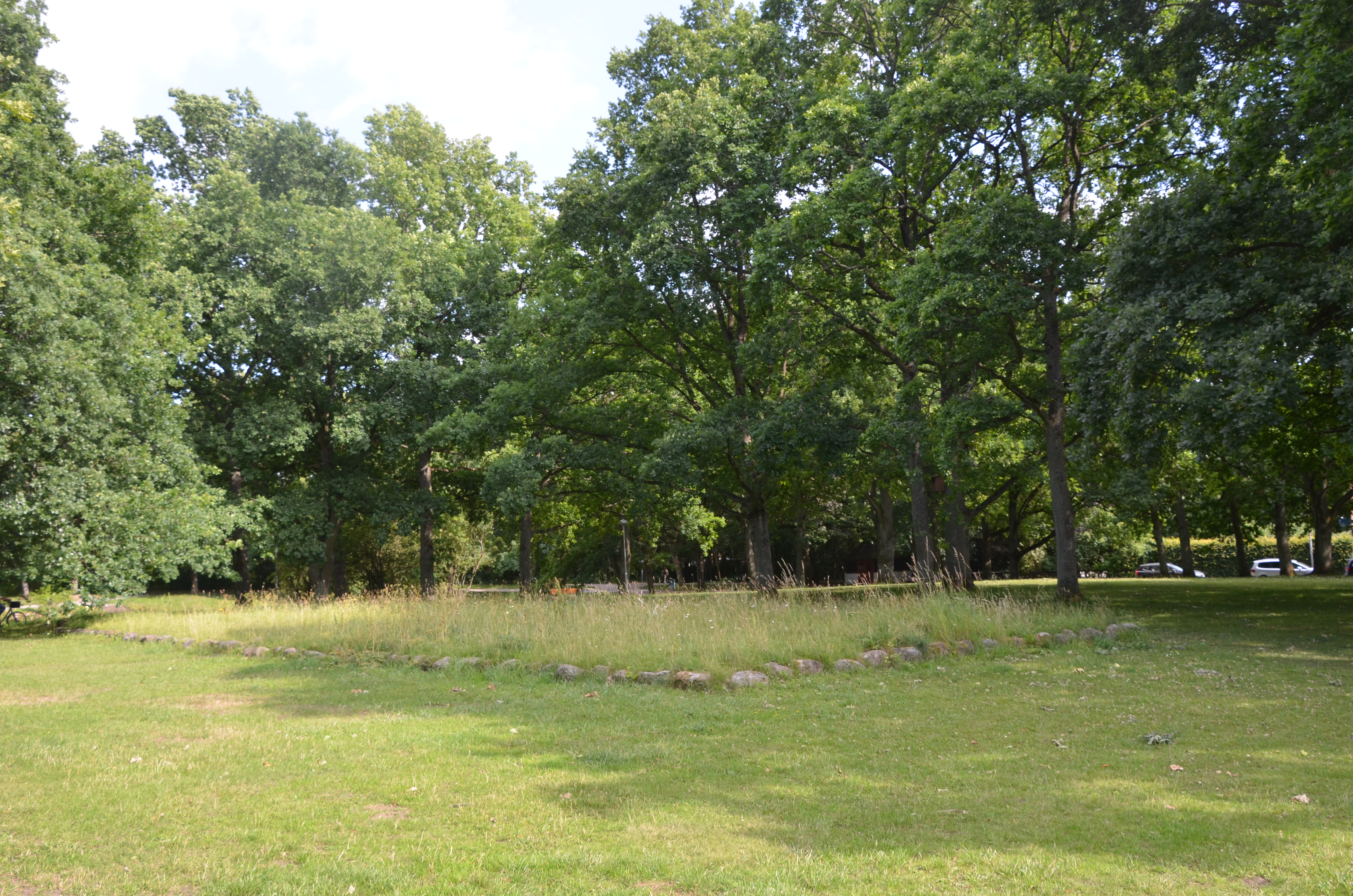
Markeringar med stenar i marken i Sankt Jörgens park, som visar Sankt Jörgens hospitalskyrkas läge och storlek

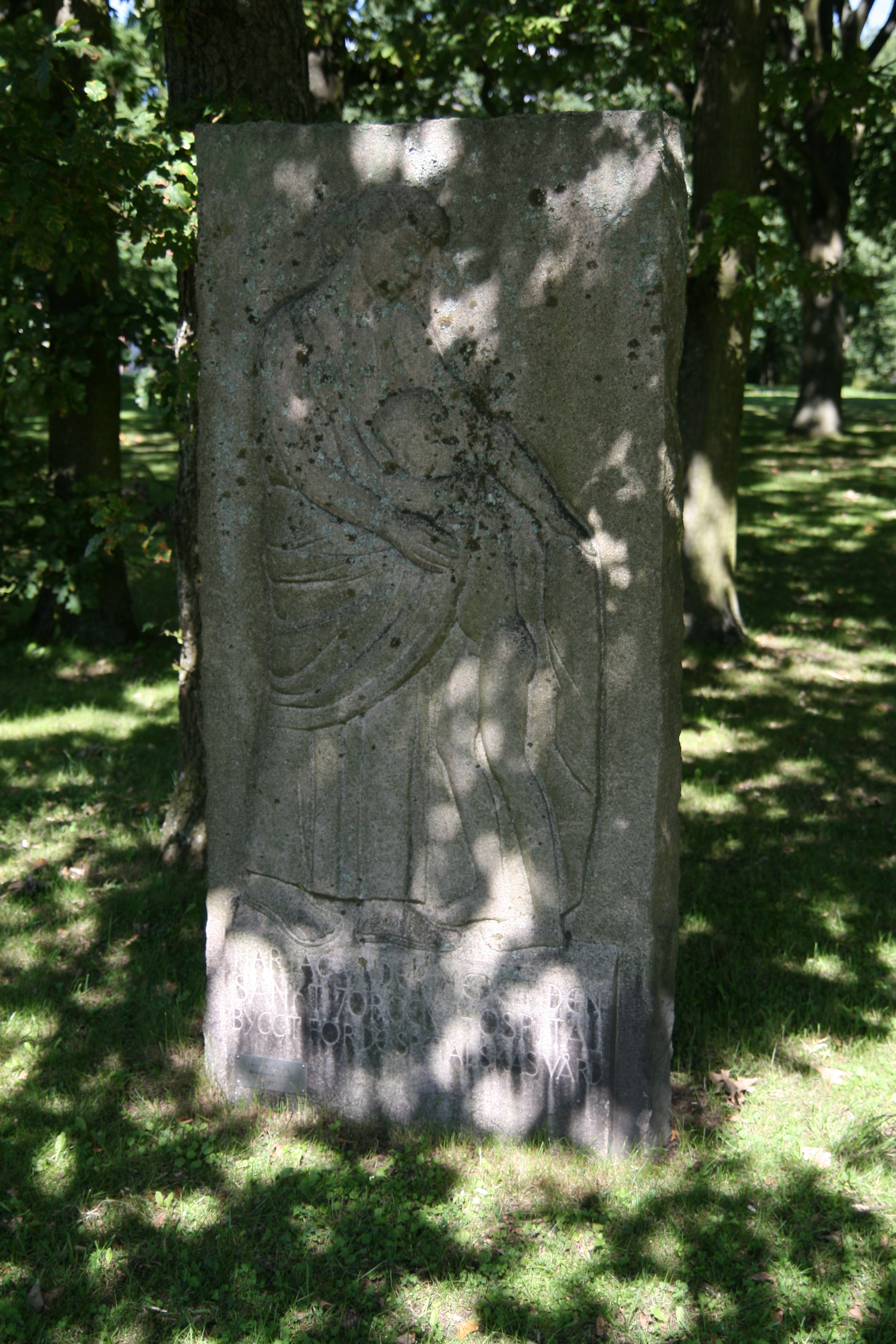
Axel Wallenbergs minnessten över Sankt Jörgens hospital

Sankt Jörgens hospital var en inrättning för spetälska, som uppfördes utanför Lund, troligen i mitten av 1100-talet. Det låg ungefär 500 meter ostnordost om den medeltida Österport, på nuvarande Galjevången.
Sankt Jörgens hospital byggdes som ett "Domus leprosorum", det vill säga ett hem för spetälska. När den smittsamma lepran bröt ut i Norden, troligen som en följd av korstågen, fanns ingen bot. I stället hejdades smittspridningen genom att isolera offren på särskilda hospital. Sankt Jörgens hospital var sannolikt det första leprahospitalet som byggdes i Danmark. År 1334 lades hospitalet direkt under domkapitlet. På anläggningen fanns Sankt Jörgens hospitalskyrka och bostäder för sjuka och vårdare. Det var organiserat som ett kloster, eller konvent, med ett antal bröder som ansvarade för verksamheten.  
Hospitalets huvudbyggnad i skiftverks- och flätverksteknik har daterats till 1200- eller 1300-talet. Den var en lång byggnad som var indelad i elva rum, troligen med tio–tolv platser för leprasjuka. Söder om huvudbyggnaden fanns ett antal enklare, små byggnader, och nordväst om huvudbyggnaden, nära kyrkan, låg en annan grupp små byggnader.
Spetälskehospitalet överlevde reformationen 1536, men spetälskan var då på tillbakagång och 1587 lades hospitalet samman med Helgeandshuset vid Stora Södergatan. Därefter användes kyrkan och de andra byggnaderna som stenbrott för andra byggnadsverk.
I början av 1940-talet anlades på platsen Skönadalsparken, av vilken Sankt Jörgens park är en del. 